# Parkvej (Viby Sjælland)
Parkvej er en firesporet vej der går igennem Viby Sjælland på Midtsjælland, Vejen er lidt speciel da der ikke mange små byer i Danmark der har en fire sporet vej igennem byen.
Vejen starter i Valorevej og føres mod nord den passere i igennem et paracelhusområde og ender til sidst i Ørstedvej. 
Vejen er en slags gennemfartsvej for byen, da den leder trafikken der kommer fra syd, og som skal nord på igennem byen.